# Carson Palmer
Carson Palmer (Fresno, 27 december 1979) is een Amerikaans American football-quarterback spelend voor de Arizona Cardinals. In 2003 werd hij als eerste gekozen in de 2003 NFL Draft. Hij speelde van 1998 tot 2002 College football bij de Universiteit van Southern California, waar hij in 2002 de prestigieuze Heisman Trophy won die wordt uitgereikt aan de beste Collegefootballspeler van het jaar.

## Jeugd
Palmer werd geboren in Fresno en groeide daar ook op. Al op vroege leeftijd bleek dat Palmer een goede quarterback zou worden omdat hij de bal veel harder en verder kon gooien dan zijn leeftijdsgenoten, zijn vader nam later contact op met Bob Johnson, een quarterback coach waar Palmer veel van zou leren.
Palmer ging naar de Santa Margarita Catholic middelbare school in Rancho Santa Margarita, Californie. Hij werd al gauw de quarterback van het team, Palmer was zo goed dat sommige spelers van het team niet eens trainden, ze keken liever naar Palmer om te zien hoe hij trainde. na een succesvol jaar als starter begonnen universiteiten Palmer studiebeurzen aan te bieden, Palmer werd uitgenodigd door grote universiteiten zoals USC, Notre Dame, Colorado en zelfs Miami (Florida). Hij speelde in zijn senior jaar zo goed dat veel kranten hem de beste middelbare school football speler van de jaren 90 noemden. In de laatste wedstrijd van zijn senior seizoen raakte Palmer geblesseerd aan zijn voet, even later maakte hij bekend naar de universiteit van Southern California (USC) te gaan

## Universitaire carrière
Palmer speelde van 1998 tot 2002 voor de USC Trojans, het football-team van de universiteit van Southern California. In 1998 was hij de back-up van Mike van Raaphorst.
In zijn Sophomore seizoen in 1999 raakte Palmer al vroeg geblesseerd, hij moest 11 maanden lang revalideren, in de drie wedstrijden die hij speelde had Palmer 39 succesvolle passes uit 53 pogingen (73,6%), 490 passing yards, 3 touchdowns, 3 intercepties en 1 rushing touchdown. The NCAA gaf toestemming om hem een red shirt te geven, hoewel hij al in drie wedstrijden had gespeeld. Het team eindigde met een 6-6-record.
In zijn red shirt sophomore seizoen seizoen in 2000 werd Palmer gekozen als de starter. USC eindigde het seizoen met een 5–7-record en Palmer eindigde met 228 succesvolle passes uit 414 pogingen (54,9%) 2914 passing yards, 16 touchdowns en 18 intercepties.
In zijn red shirt Junior seizoen kreeg Palmer te maken met een nieuwe coach nadat Paul Hackett was opgestapt na een matig seizoen, Pete Carroll werd de nieuwe coach en USC eindigde met een 6–6-record, Palmer zelf eindigde het seizoen met 221 succesvolle passes uit 377 pogingen (58,6%), 2,717 passing yards, 13 touchdowns en 12 intercepties in 12 wedstrijden.
In zijn red shirt Senior-seizoen had Palmer 309 succesvolle passes, uit 489 pogingen (63,2%), 3942 passing yards, 33 touchdowns en 10 intercepties. Hij verbrak het schoolrecord voor succesvolste passes, passing yards en touchdowns in een seizoen. Ook won hij de 2002 Heisman Trophy, hij versloeg Iowa's Brad Banks en Penn State's Larry Johnson. Palmer was de vijfde speler en eerste quarterback van USC die de prijs in ontvangst mocht nemen. Na vijf jaar bij USC eindigde hij zijn carrière met 72 touchdowns, 49 intercepties, 927 succesvolle passes, 1569 pogingen en 11.818 passing yards. 

## Professionele carrière
Palmer werd in 2003 als eerste gekozen in de draft door de Cincinnati Bengals, Palmer werd in zijn eerste jaar niet gebruikt en moest eerst het complexe systeem dat de Bengals hanteerden leren. Nadat hij in 2003 niet in actie had hoeven te komen, werd hij in 2004 gekozen als de startende quarterback, het team eindigde met een 8-8-record. Palmer kende een redelijk succesvolle carrière bij de Bengals, wel was hij vrij vaak geblesseerd. In 2011 was hij een free agent en kon hij een transfer maken naar een club van zijn keuze, hij tekende een contract bij de Oakland Raiders, waar hij vervolgens twee seizoenen zou spelen.
In 2013 was Palmer betrokken bij een ruildeal tussen de Raiders en Arizona Cardinals. In zijn eerste seizoen bij de Cardinals was Palmer aardig succesvol: hij leidde het team naar een 10-6-record, in week 16 gooide hij echter vier intercepties, waardoor de Cardinals op achterstand kwamen, maar uiteindelijk leidde hij het team alsnog naar een overwinning. In 2016 tekende Palmer een eenjarige verlenging bij de Cardinals.

### NFL Prijzen en Awards
- 3× Pro Bowl selectie (2005, 2006, 2015)
- Second-team All-Pro selectie (2015)
- Pro Bowl MVP (2006)
- NFL Alumni Quarterback of the Year (2005)
- 2× FedEx Air Player of the Year (2005, 2015)
- AFC Player of the Year (2005)
- NFL Passing touchdowns leader (2005)
- NFC Passing touchdowns co-leader (2015)
- NFL Completion percentage leader (2005)
- AFC pass completions leader (2005)
- NFL total quarterback rating leader (2015)
- SN Comeback Player of the Year (2015)
- Ed Block Courage Award (2006)

### NFL-statistieken

#### Regulier seizoen
| Year  | Team  | Games | Games | Passing | Passing | Passing | Passing | Passing | Passing | Passing | Passing | Rushing | Rushing | Rushing | Rushing | Sacked | Sacked | Fumbles | Fumbles |
| Year  | Team  | G     | GS    | Att     | Comp    | Pct     | Yds     | Y/A     | TD      | Int     | Rtg     | Att     | Yds     | Avg     | TD      | Sack   | YdsL   | Fum     | FumL    |
| ----- | ----- | ----- | ----- | ------- | ------- | ------- | ------- | ------- | ------- | ------- | ------- | ------- | ------- | ------- | ------- | ------ | ------ | ------- | ------- |
| 2004  | CIN   | 13    | 13    | 432     | 263     | 60.8    | 2,897   | 6.7     | 18      | 18      | 77.3    | 18      | 47      | 2.6     | 1       | 25     | 178    | 2       | 2       |
| 2005  | CIN   | 16    | 16    | 509     | 345     | 67.8    | 3,836   | 7.5     | 32      | 12      | 101.1   | 34      | 41      | 1.2     | 1       | 19     | 105    | 5       | 2       |
| 2006  | CIN   | 16    | 16    | 520     | 324     | 62.3    | 4,035   | 7.8     | 28      | 13      | 93.9    | 26      | 37      | 1.4     | 0       | 36     | 233    | 15      | 7       |
| 2007  | CIN   | 16    | 16    | 575     | 373     | 64.9    | 4,131   | 7.2     | 26      | 20      | 86.7    | 24      | 10      | 0.4     | 0       | 17     | 119    | 5       | 1       |
| 2008  | CIN   | 4     | 4     | 129     | 75      | 58.1    | 731     | 5.7     | 3       | 4       | 69.0    | 6       | 38      | 6.3     | 0       | 11     | 67     | 2       | 0       |
| 2009  | CIN   | 16    | 16    | 466     | 282     | 60.5    | 3,094   | 6.6     | 21      | 13      | 83.6    | 39      | 93      | 2.4     | 3       | 26     | 213    | 6       | 2       |
| 2010  | CIN   | 16    | 16    | 586     | 362     | 61.8    | 3,971   | 6.8     | 26      | 20      | 82.4    | 32      | 50      | 1.6     | 0       | 26     | 201    | 7       | 3       |
| 2011  | OAK   | 10    | 9     | 328     | 199     | 60.7    | 2,753   | 8.4     | 13      | 16      | 80.5    | 16      | 20      | 1.3     | 1       | 17     | 119    | 2       | 1       |
| 2012  | OAK   | 15    | 15    | 565     | 345     | 61.1    | 4,018   | 7.1     | 22      | 14      | 85.3    | 18      | 36      | 2       | 1       | 26     | 199    | 7       | 5       |
| 2013  | ARI   | 16    | 16    | 572     | 362     | 63.3    | 4,274   | 7.5     | 24      | 22      | 83.9    | 27      | 3       | 0.1     | 0       | 41     | 289    | 6       | 3       |
| 2014  | ARI   | 6     | 6     | 224     | 141     | 62.9    | 1,626   | 7.3     | 11      | 3       | 95.6    | 8       | 25      | 3.1     | 0       | 9      | 59     | 3       | 1       |
| 2015  | ARI   | 16    | 16    | 537     | 342     | 63.7    | 4,671   | 8.7     | 35      | 11      | 104.6   | 25      | 24      | 1.0     | 1       | 25     | 151    | 6       | 2       |
| 2016  | ARI   | 15    | 15    | 597     | 364     | 61.0    | 4,233   | 7.1     | 26      | 14      | 87.2    | 14      | 38      | 2.7     | 0       | 40     | 281    | 14      | 4       |
| Total | Total | 175   | 174   | 6,040   | 3,777   | 62.5    | 44,269  | 7.3     | 285     | 180     | 88.0    | 287     | 462     | 1.6     | 8       | 318    | 2,214  | 80      | 33      |

## Privéleven
In 2015 gokte Forbes dat Palmers inkomen $29 miljoen dollar per jaar was.
Op 5 juli 2003 trouwde Palmer met een voormalig voetbalster van USC, genaamd Shaelynn; ze verblijven in San Diego. Palmer en zijn vrouw hebben een zoon en dochter.
Palmer is christen. Hij verklaarde: "Ik ben al mijn hele leven een christen, ik weet niets anders dan naar de kerk gaan en God eren en prijzen. Mijn leven is zoveel mooier door het geloof."